# Uracanthus pertenuis
Uracanthus pertenuis là một loài bọ cánh cứng trong họ Cerambycidae.